# أداد بارد
الأداد البارد أو الثُغام البارد أو الأشخيص البارد (باللاتينية: Carlina frigida) نوع نباتي ينتمي إلى جنس الأداد من الفصيلة النجمية.

## الموئل والانتشار
موطنه بلاد الشام واليونان وألبانيا وكرواتيا.

## مرادفات للاسم العلمي
- (باللاتينية: Carlina frigida Boiss. & Heldr. subsp. frigida)
- (باللاتينية: Carlina frigida subsp. fiumensis (Simonk.) Meusel & Kästner)
- (باللاتينية: Carlina frigida subsp. renatae Meusel & Dittrich)